# Emil Kiemlen

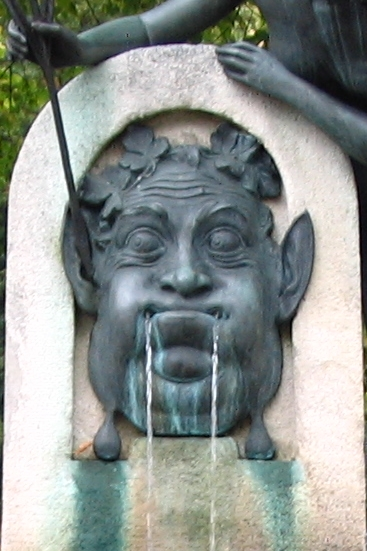
Faunmaske am Libellenbrunnen in Stuttgart (ein Libellenfräulein kitzelt den Faun am Ohr)

Emil Kiemlen (* 15. Januar 1869 in Cannstatt; † 15. August 1956 in Stuttgart) war ein deutscher Bildhauer und Maler, der in Stuttgart lebte und arbeitete.
In klassizistischer Formensprache, bisweilen mit Jugendstil-Elementen belebt, schuf er zahlreiche Kleinskulpturen, darunter eine Statuette der Tänzerin Saharet und den Tafelaufsatz „Siegfried“, sowie großenteils erhalten gebliebene profane und sakrale Plastik. Volkstümliche Brunnen in Stuttgart (Junobrunnen, Libellenbrunnen, Froschbrunnen) zeigen den Künstler von seiner heiteren Seite.

## Leben
Emil Kiemlen war Sohn des Tabakwarenhändlers Friedrich Kiemlen. Er wurde im Haus Marktstraße 51 in Stuttgart Bad-Cannstatt geboren. Kiemlen besuchte die Realschule in Stuttgart und genoss seine erste Ausbildung als Ziseleur unter dem Medailleur Rudolf Mayer, der von 1874 bis 1886 als Lehrer an der Kunstgewerbeschule Stuttgart wirkte, dann in München unter dem Goldschmied und Ziseleur Adolf Halbreiter. Von 1891 bis 1894 studierte er Bildhauerei bei Adolf von Donndorf an der Stuttgarter Kunstakademie und 1897 an der Académie Julian in Paris unter Denys Puech. Ab 1898 war er als freischaffender Bildhauer in Stuttgart und Umgebung tätig.
Emil Kiemlen starb am 15. August 1956 im Alter von 87 Jahren in Stuttgart. Seine Urne wurde auf dem Uff-Kirchhof in Stuttgart-Bad Cannstatt bestattet. Die Nachwelt hat Kiemlen fast vergessen, obwohl sich viele seiner Werke in Stuttgart und Umgebung erhalten haben, allerdings ist der Name ihres Schöpfers weitgehend unbekannt.

## Werk
Nach seiner Rückkehr aus Paris schuf Kiemlen ab 1898 in kurzer Zeit eine Reihe von Kleinplastiken, die „auf allen grösseren Kunstausstellungen berechtigte Anerkennung fanden“. Er „übernimmt die klassizistische Formensprache seines Lehrers Adolf von Donndorf, die er ab ca. 1900 gelegentlich mit Jugendstil-Elementen belebt“. Auf der Pariser Weltausstellung 1900, den Großen Berliner Kunstausstellungen und den Jahresausstellungen im Münchner Glaspalast war er mit den Statuetten Saharet, Elegie, Reue, Flucht, Hexe und Kugelspieler vertreten. Die grazile Bronzefigur der berühmten Tänzerin Saharet zeigt diese mit flatterndem Gewand und auf einer Fußspitze schwebend. Der Tafelaufsatz „Siegfried“, gefertigt in der Heilbronner Silberwarenfabrik Peter Bruckmann, zeigt den triumphierenden Siegfried als siegreichen Drachentöter auf einem Drachen mit weit ausgebreiteten Flügeln.
Bis in die 1920er Jahre schuf Kiemlen im öffentlichen Raum profane und sakrale Bauplastik, darunter zahlreiche Standbilder, Porträtbüsten und Reliefs für Gebäude, Brunnen, Grabmale und Denkmäler, nach dem Ersten Weltkrieg auch Kriegerdenkmäler. Der Junobrunnen, der Libellenbrunnen und der Froschbrunnen in Stuttgart zeigen Kiemlen auch von seiner heiteren Seite. Ab 1930 entstanden nur noch wenige Werke im öffentlichen Raum.

## Werkliste
| → Spaltenlegende und -sortierung |
| Standort = Standortkarte |
| Sortierung - Eine Spalte sortieren: das Symbol im Spaltenkopf anklicken. Spalte Grab/Künstler: Sortierung nach dem Familiennamen. - Nach einer weiteren Spalte sortieren: Umschalttaste gedrückt halten und das Symbol anklicken. |

| Bild | Jahr  | Ort                        | Standort                                | Objekt |
| ---- | ----- | -------------------------- | --------------------------------------- | --- |
|      | ?     | Stuttgart-West             | Städtisches Lapidarium, Mörikestraße 24 | Standbild des Ulmer Münsterbaumeisters Matthäus Böblinger, ursprünglich am Eckhaus Breitscheidstraße und Büchsenstraße in Stuttgart, nach dem Zweiten Weltkrieg im Städtischen Lapidarium (Inventarnummer 110). |
|      | 1895? | Heilbronn                  | Hauptfriedhof                           | Grabmal der Industriellenfamilie Knorr mit dem Standbild eines trauernden, weiblichen Engels mit ausgebreiteten Schwingen und nach unten gerichteter Fackel. |
|      | 1897  | Wolpertswende-Mochenwangen | Evangelische Kirche                     | Porträtbüste des Papierfabrikanten Richard Müller († 1896) unter dem Baldachin seines Grabmonuments bei der Evangelischen Kirche in Wolpertswende-Mochenwangen. Literatur: #Schöne 1912. |
|      | 1900  | Stuttgart-West             | Hasenbergsteige 17                      | Denkmal mit Bronzebüste des Dichters Johann Georg Fischer in der Grünanlage an der Hasenbergsteige auf Höhe des Hauses Hasenbergsteige 17. Guss: Paul Stotz. → Weitere Abbildungen. |
|      | 1900  | Stuttgart-Ost              | Haußmannstraße 36A                      | Froschbrunnen in Stuttgart mit einem wasserspeienden Bronzefrosch und einer Herme mit einem bronzenen, weinlaubbekrönten Faunkopf mit Kürbisflasche und Panflöte. Foto: 1900. → Weitere Abbildungen. |
|      | 1900  | Stuttgart-Bad Cannstatt    | Lutherkirche, Martin-Luther-Straße 54   | Lutherstatue. |
|      | 1902  | Stuttgart-Bad Cannstatt    | Taubenheimstraße 13                     | Denkmal für Gottlieb Daimler vor der Gottlieb-Daimler-Gedächtnisstätte in Bad Cannstatt. Granitblock mit bronzenem Reliefmedaillon Gottlieb Daimlers und bronzener Erinnerungsplakette. |
|      | 1902  | Stuttgart-Uhlbach          | Uhlbacher Platz                         | Urbanbrunnen am Uhlbacher Platz, dem alten Kelterplatz des ehemaligen Weingärtnerdorfs Uhlbach, benannt nach dem heiligen Urban, dem Schutzheiligen der Winzer. Brunnen aus Schilfsandstein mit dem Standbild eines Winzers im Lederwams und mit Traubenbutte auf einem Säulenstumpf, darunter ein Steinquader mit einem wasserspeienden Faunrelief. Nachbildung von Richard und Willy Schönfeld, Original im Städtischen Lapidarium Stuttgart (Inventarnummer 289), siehe Foto. Literatur: #Petzold 1989, Seite 89. |
|      | 1903  | Heilbronn                  | Bismarckstraße 4                        | Bismarckdenkmal mit einer 4,20 Meter hohen Bronzefigur Bismarcks. Guss: Paul Stotz. → Weitere Abbildungen. |
|      | 1903  | Esslingen am Neckar        | Lenauanlage                             | Lenaudenkmal mit der bronzenen Halbfigur von Nikolaus Lenau und Bronzeplakette mit der 3. Strophe aus Lenaus Gedicht „Der Nachtwind hat in den Bäumen“ auf einem Steinpostament mit Lyrarelief. Literatur: #Monat 1904. |
|      | 1904  | Tübingen                   | Roigelhaus, Burgsteige 20               | 4 Tierskulpturen als Konsolstützen am Verbindungshaus der Studentenverbindung Tübinger Königsgesellschaft Roigel: aus einem Bierkrug trinkende Sau, fauchende Katze mit Fisch, Eule, Fuchs mit 2 zappelnden Fröschen. |
|      | 1904  | Stuttgart-Nord             | Libellenbrunnen, Herdweg 59             | Brunnenstock mit weinlaubbekränzter, wasserspeiender Faunmaske. Der Faun hat spitze Ohren, zwei Halsglöckchen, eine gerunzelte Stirn, geweitete Augen, die zum kitzelnden Rohr schauen, eine platte Nase und ein schlabbriges Doppelkinn. Er bläst seine dicken Backen auf, und aus den Mundwinkeln rieseln zwei dünne Rinnsale. Ein nacktes, geflügeltes Libellenfräulein lehnt sich neckisch über die Brunnensäule und kitzelt dem Faun mit einem Schilfrohr das rechte Ohr. → Weitere Abbildungen.                |
|      | 1905  | Stuttgart-Mitte            | Altes Rathaus                           | Statue von Johannes Kepler an der Hirschstraße. Verbleib unbekannt. Literatur: Geschichte der Stadt Stuttgart. Auf die Einweihung ihres neuen Rathauses. Krais, Stuttgart, 1905 (5. Abt. Der Rathausbau). |
|      | 1906  | Stuttgart-Bad Cannstatt    | Kleiner Kursaal                         | Bronzenes Porträtrelief von Ernst Ezechiel Pfeiffer im Eingangsbereich zum Kleinen Kursaal in Bad Cannstatt. |
|      | 1906  | Stuttgart-Bad Cannstatt    | König-Karls-Brücke                      | Bronzestandbilder von König Karl und König Wilheim II., bei der Sprengung der Brücke 1945 zerstört. Literatur: #Wais 1954.1, Seite 73. |
|      | 1906  | Stuttgart-Bad Cannstatt    | König-Karls-Brücke                      | 4 Bronzemedaillons, bei der Sprengung der Brücke 1945 zerstört: Karl von Leibbrand, Erbauer der Brücke, Theophil Friedrich von Hack, Oberbürgermeister von Stuttgart, Oskar Nast, Oberbürgermeister von Cannstatt, und Karl Josef Schmid, Staatsminister des Innern († 1893) Literatur: #Wais 1954.1, Seite 73. |
|      | 1907  | Albstadt-Ebingen           | Martinskirche, Gartenstraße 60          | „Bergpredigt“, vertiefte Reliefs am Giebelfeld des Südportals der Kirche. Relief der Bergpredigt Jesu vor seinen Jüngern, flankiert von zwei kleineren, quadratischen Reliefs mit der Darstellung frommer Zuhörer, darüber das Relief des schwebenden Heiligen Geistes. |
|      | 1907  | Stuttgart-Bad Cannstatt    | Steigfriedhof                           | Reliefmedaillon aus Bronze auf dem Grab des Cannstatter Oberbürgermeisters Oskar Nast. Literatur: Schleuning 1985. |
|      | 1908  | Leinfelden-Echterdingen    | Stadtmuseum, Hauptstraße 79             | Porträtbüste von Ferdinand Graf von Zeppelin aus Bronzeguss. Literatur: Stadtmuseum Leinfelden-Echterdingen. |
|      | 1908  |                            |                                         | Medaille in Silber und Bronze zur Erinnerung an Ferdinand von Zeppelin und die Fernfahrt mit dem Zeppelin vom 4. und 5. August 1908. Literatur: #Heidemann 1998. |
|      | 1908  | Stuttgart-Nord             | Erlöserkirche, Birkenwaldstraße 24      | Halblebensgroßes Bronzestandbild Johannes des Täufers im Innern der Kirche. Nackter Mann mit über die Schulter gelegtem Fellgewand, das die Scham bedeckt. |
|      | 1910  | Stuttgart-Bad Cannstatt    | Junobrunnen, Königsplatz                | Auf der Brunnensäule erhebt sich die fast nackte römische Göttin Juno mit einem Pfau. An der Säulenbasis sind 4 Putten angeordnet, die auf wasserspeienden Delphinen reiten. Die Putten halten eine Meeresschnecke, eine Getreidegarbe, einen Obstkorb und Weintrauben in den Händen als Symbolde von Fischerei, Ackerbau, Obst- und Weinbau. Literatur: #Chronik 1910, #Wais 1954.1, Seite 62. → Weitere Abbildungen.                                                                                               |
|      | 1911  | Oberndorf am Neckar        |                                         | Kreuzigungsgruppe der Familiengruft der Familie Peter-Paul Mauser von Emil Kiemlen. Literatur: #Brinzinger 1912. |
|      | 1912  | Stuttgart-Süd              | Fangelsbachfriedhof                     | Familiengrab des Kaufmanns Maximilian Sucro in Abteilung 12 des Fangelsbachfriedhofs. Standbild eines weiblichen Engels mit Urne und Öllampe. Lebensgroße Sitzfigur einer Trauernden in antiker Gewandung mit nacktem Oberkörper und ausgebreiteten Schwingen. |
|      | 1912  | Stuttgart-Mitte            | Staatstheater Stuttgart                 | Allegorie der Architektur, Dachfigur am Großen Haus der Staatstheater Stuttgart. Literatur: #Wais 1954.1, Seite 59. |
|      | 1912  | Esslingen am Neckar        | Ebershaldenfriedhof                     | Grabmal für den Gründer und ersten Direktor der Esslinger Aktienbank Theodor Krauss, Ebershaldenfriedhof, Feld 19, Reihe 6, Grab 21–22. Das Grab wurde neu belegt und Kiemlens Skulptur entsorgt. Literatur: #Fekete 1995, |
|      | 1913  | Stuttgart-Degerloch        | Siedlung Falterau, Hadäckerstraße 33    | Brunnenbüblebrunnen mit der Bronzefigur eines nackten Buben auf dem Brunnenstock, Spitzname Männeken Pis. Literatur: #Petzold 1989, Seite 61–62. |
|      | 1914  | Esslingen am Neckar        | Ebershaldenfriedhof                     | Grabmal für Fritz Müller (1836–1914), den Gründer der Pressenfabrik Fritz Müller Esslingen, Ebershaldenfriedhof, Feld 24, Reihe 1, Grab 1–5. Lebensgroße Bronzefigur eines sitzenden, trauernden Mannes. Der nur mit einem Lendentuch bekleidete Mann stützt nachdenklich sein Kinn auf den gebeugten rechten Arm. Literatur: #Fekete 1995, Müller-Weingarten, Geschichte. |
|      | 1916  | Esslingen am Neckar        | Fischbrunnenstraße 3                    | Postmichelbrunnen mit Bronzefigur des Postmichelreiters auf steinerner Brunnensäule, an der Basis 4 wasserspeiende Delfinmäuler. Die Wandplatten des runden Natursteintrogs tragen vier vertiefte Hochreliefs mit Szenen aus der Postmichelsage und an den Zwischenpfosten vier Tiermedaillons: Fische, Frosch, Krebs und Schnecke. Literatur: Der Postmichelbrunnen: Entwurfszeichnung von Emil Kiemlen, Postmichelbrunnen auf der Website der Stadt Esslingen. → Weitere Abbildungen.                              |
|      | 1921  | Kernen im Remstal          | St.-Veits-Kirche                        | Denkmal für die Gefallenen des Ersten Weltkriegs aus Kernen an der St.-Veits-Kirche in dem Ortsteil Stetten. Standbild aus Sandstein „Betender Krieger“ eines knienden, betenden Soldaten vor seinem grasenden Pferd. |
|      | 1922  | Kirchheim unter Teck       | Max-Eyth-Haus                           | Kriegerdenkmal vor dem Max-Eyth-Haus in Kirchheim unter Teck. Lebensgroßes Bronzestandbild eines Infanteristen mit einem Lorbeerkranz in der linken Hand. |
|      | 1923  | Stuttgart-Bad Cannstatt    | Steigfriedhof                           | Ehrenmal für die „im Weltkrieg gefallenen Söhne Cannstatts“. Steinskulptur auf einem quaderförmigen Sockel. Der kräftige, nur mit einem Gürtel bekleidete Soldat sinkt in die Knie, vor einer unsichtbaren Bedrohung zurückweichend, und holt hinter dem Rücken mit dem Kurzschwert zum Schlag aus. |
|      | 1925  | Ludwigsburg                | Obere Markstraße 2                      | Eiserne Gedenktafel mit Bildnisrelief für Eduard Mörike, vor 1925. In dem Haus verbrachte Mörike seine Kindheit. Der Verbleib der Gedenktafel ist unbekannt. Literatur: #Belschner 1925. |
|      | 1927  | Stuttgart-Untertürkheim    |                                         | Ehrenmal für die im Ersten Weltkrieg Gefallenen Untertürkheims. Steinplastik am Portal zum Alten Friedhof an der Großglocknerstraße, 1947 auf Anordnung der amerikanischen Militärregierung beseitigt. Literatur: #Wais 1954.1, Seite 71, Alter Friedhof. |
|      | 1929  | Stuttgart-Nord             | Hugo-Borst-Anlage                       | Bronzenes Standbild „Winzerliesel“ in der Hugo-Borst-Anlage an der Einmündung der Schottstraße in die Lenzhalde. Winzerin mit einem Obstkorb und einem schlafenden Kleinkind auf dem Arm, ihr zu Füßen ein an ihr emporspringender Hund. Literatur: #Wais 1954.1, Seite 26. |
|      | 1930  | Ludwigsburg                | Oscar-Walcker-Schule, Römerhügelweg 53  | Porträt des Ludwigsburger Orgelbauers Oscar Walcker, Bronzebüste. Literatur: #Bergan 2009. |
|      | 1931  | Esslingen am Neckar        | Ebershaldenfriedhof                     | Grabmal für den Fabrikanten Otto Bayer († 1917). Steinfigur einer sitzenden, fast unbekleideten Figur eines männlichen Trauernden. |
|      | 1940  | Stuttgart-Bad Cannstatt    | MHPArena                                | Statue einer Diskuswerferin. Literatur: #Wais 1954.1, Seite 37. |
|      | 1949  | Stuttgart-Mitte            | Lautenschlagerstraße 24                 | Skulptur „Symbol der Arbeit“ an der Ecke des Hauses Lautenschlagerstraße 24 und Friedrichstraße. Drei kraftstrotzende Bauarbeiter mit nackter Brust tragen das eine Ende eines schweren Balkens auf ihren Rücken. Sie stehen auf einem Pfeilerkapitell, das an der Vorderseite ein Adlerrelief trägt. An der anderen Gebäudeecke: „Drei Lebensalter im glückhaften Schiff“, eine Skulptur des Bildhauers Gerhard Beck. Literatur: #Wais 1954.1, Seite 26.                                                            |

## Wohnungen
Kiemlens Eltern wohnten in dem eigenen Haus Marktstraße 51 im Zentrum von Cannstatt. Das 3-stöckige, 3-achsige Haus Marktstraße 51 war giebelständig und mit einem Satteldach gedeckt.
Von 1895 bis 1903 wohnte Kiemlen in der Stuttgarter Innenstadt in vier verschiedenen Wohnungen und unterhielt nacheinander zwei Ateliers. 1902 erbauten die Architekten Paul Schmohl und Georg Stähelin im Stuttgarter Norden eine Reihe von villenartigen Einfamilienhäusern am Hang des oberen Herdwegs. 1903 kaufte und bezog Kiemlen das Haus Herdweg 96D. Das 10–12 Meter hohe Haus steht auf einer Grundfläche von 15 m × 15 m auf einem 5–7 Ar großen Hanggrundstück. Das eineinhalbgeschossige Gebäude hat ein Mansardwalmdach, Zwerchgiebel mit Mansardgiebeldächern, Sichtfachwerk im Dachgeschoss, einen leicht gerundeten Erker im Erdgeschoss und darüber einen mehreckigen Turm mit Glockendach. Im Erdgeschoss befand sich das 80 Quadratmeter große Atelier von Kiemlen. Ab 1934 wohnte auch Kiemlens Bruder, der technische Kaufmann Bertold Kiemlen, im Haus. Nach Kiemlens Tod 1956 bezog sein Sohn, der Architekt und Maler Roland Kiemlen (1914–2007) das Haus.

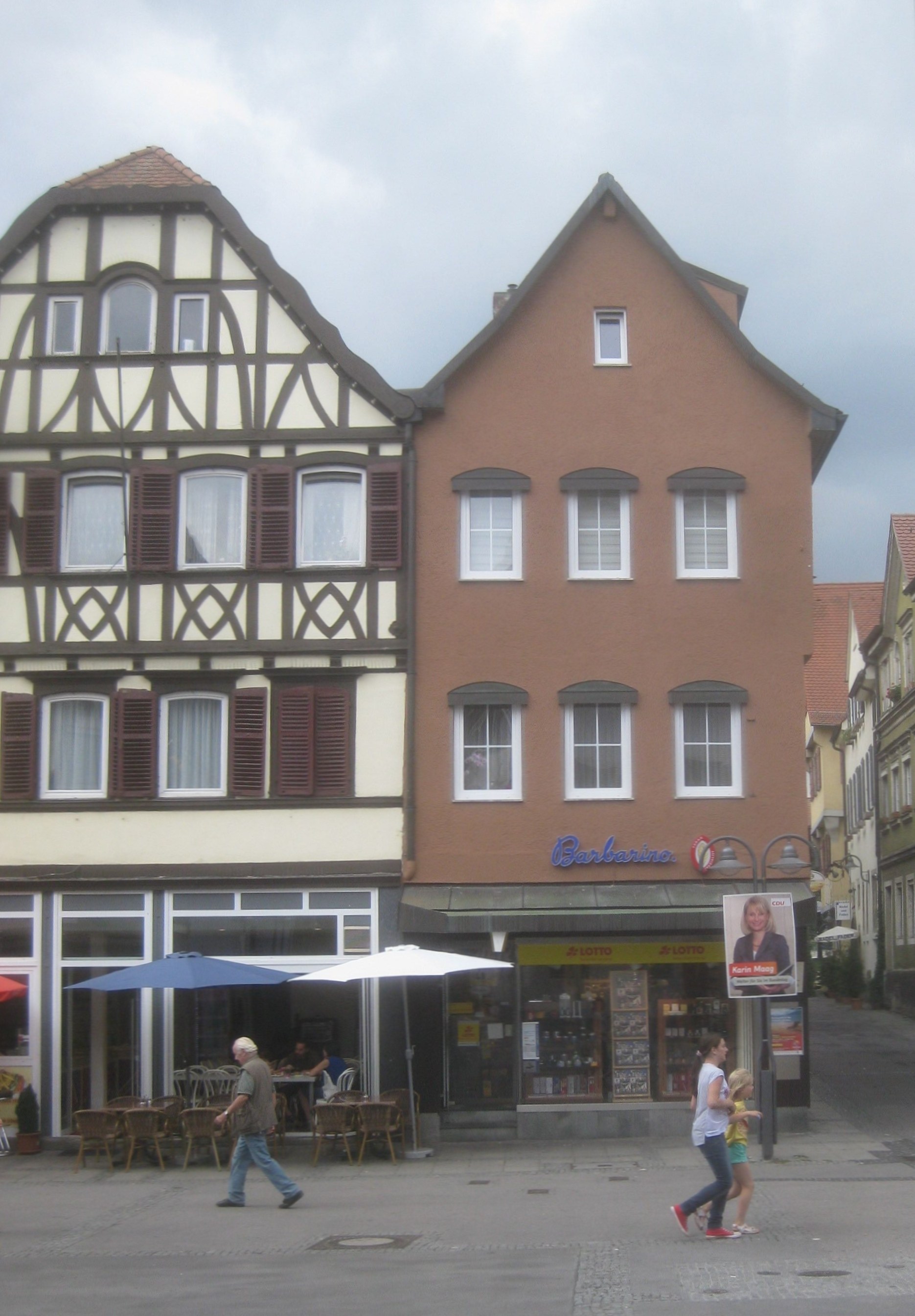
Geburtshaus (rechts) → Gedenktafel.
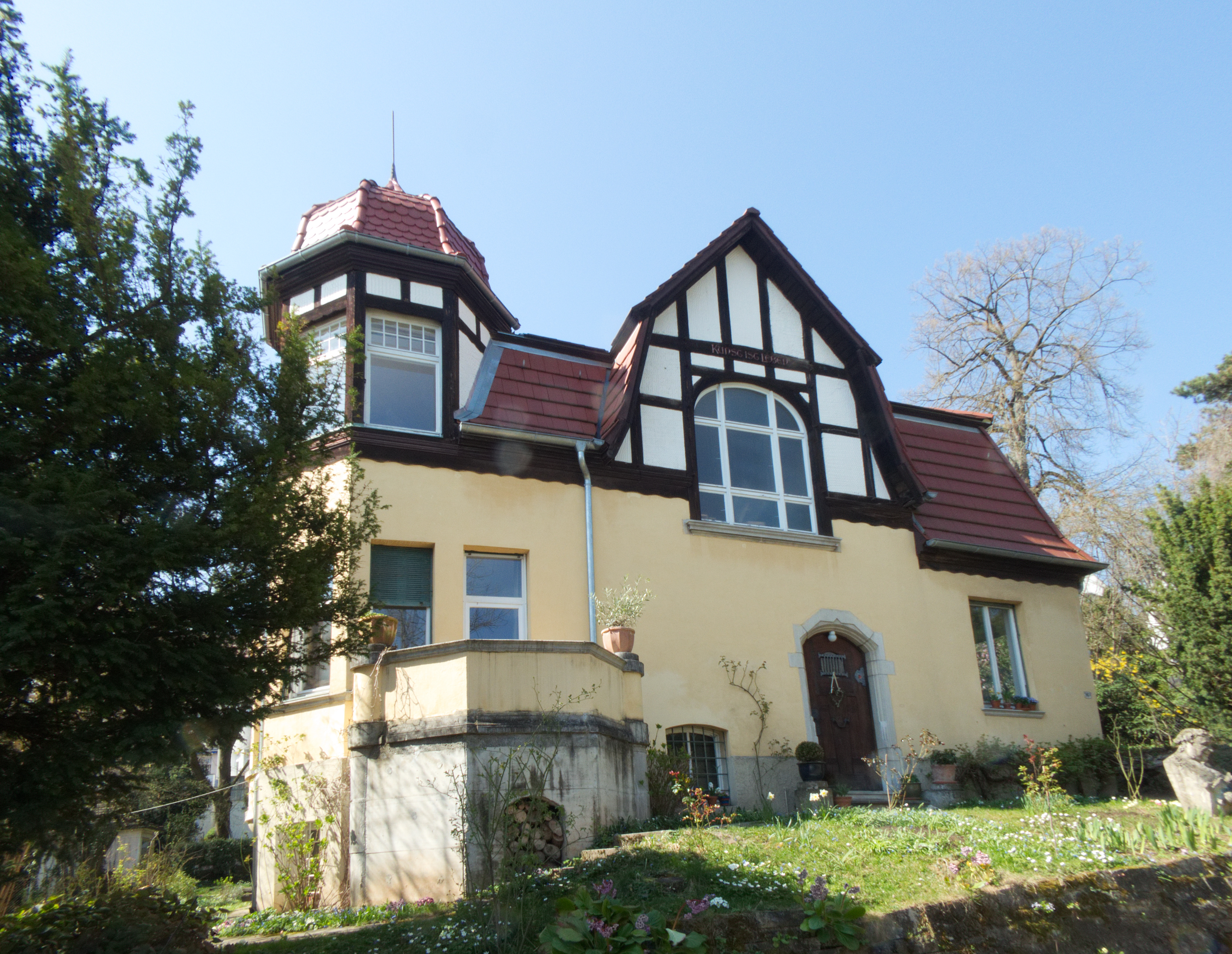
Herdweg 96D, 2017
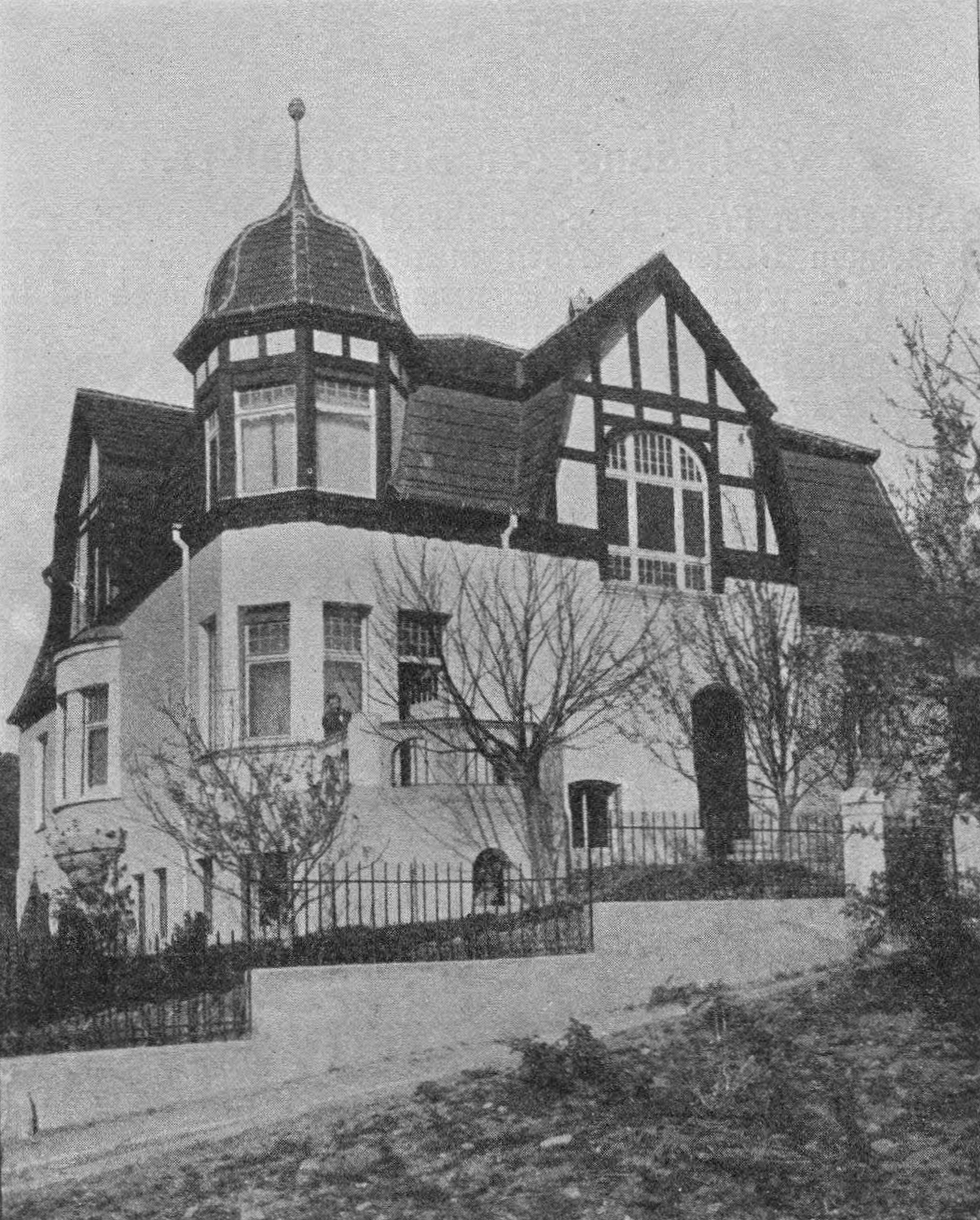
Herdweg 96D, 1904

## König-Karls-Brücke
Emil Kiemlen schuf 1906 für die König-Karls-Brücke zwischen Stuttgart und Cannstatt zwei Standbilder von König Karl I. und König Wilhelm II. Die Finanzierung der noch fehlenden Ausschmückung der schon 1893 gebauten Straßenbrücke über den Neckar gestaltete sich schwierig, da die Württembergische Staatsregierung nicht bereit war, die Kosten zu übernehmen. Die „früheren bürgerlichen Kollegien Cannstatts“ stifteten schließlich einen Betrag aus überschüssigen Einnahmen des Volksfestes, und Oberbürgermeister Oskar Nast schlug Emil Kiemlen als Bildhauer vor.
Der Bildhauer Adolf Fremd, der schon vier Skulpturen für die Brücke geschaffen hatte, hatte ebenfalls Interesse an diesem Auftrag und wandte sich direkt an den König, konnte aber nicht mehr verhindern, dass Emil Kiemlen am 22. Dezember 1904 beauftragt wurde. Dieser bekam 24.000 Mark für die beiden Bronzefiguren, die auf den Säulen gegenüber den beiden Treppen aufgestellt wurden, 3,48 m groß und ca. 20 Zentner schwer waren. Die Gussarbeiten erfolgten in den Erzgießereien von Hugo Pelargus und Paul Stotz, der die Figur von Wilhelm II. herstellte. Dieser trug eine Dragoner-Uniform und hatte seinen Blick „auf die Stammburg Württembergs gerichtet“. Karl I. war in Infanterie-Uniform dargestellt und die Cannstatter Zeitung war sich sicher: „Die wehenden Helmbüsche der beiden Gestalten werden eine stattliche Silhouette abgeben.“ Einhellig war auch die Meinung über die hohe künstlerische Qualität der Figuren, die eine große Originaltreue hatten.
Am 16. Juli 1906 wurden auch vier – ebenfalls von Kiemlen geschaffene und von Stotz gegossene – Medaillons mit Porträts des Ministers v. Schmid, des Architekten Karl von Leibbrand und der Oberbürgermeister Theophil Friedrich von Hack und Oskar Nast eingeweiht. Höchster Repräsentant des Staates war an diesem Tag der Innenminister Johann von Pischek. Die beiden Standbilder wurden während des Zweiten Weltkriegs für Rüstungszwecke eingeschmolzen.

## Ausstellungen
Quellen: #Fleischhauer 1927, #Ruck 2014.
- 1899, 1901, 1904, 1906, 1908: Große Berliner Kunstausstellung[11]
- 1900: Pariser Weltausstellung, Silberne Medaille
- 1900, 1902, 1904, 1907, 1910–1914, 1921–1923, 1925: Münchener Jahresausstellung im königlichen Glaspalast[12]
- 1901: Internationale Kunstausstellung Dresden, Goldene Plakette
- 1913: Große Kunstausstellung Stuttgart
- 1916/1917: Ausstellung Württembergischer Kunst
- 1925: Große Schwäbische Kunstschau
- 1938, 1939, 1941, 1942: Große Deutsche Kunstausstellung, Haus der Deutschen Kunst, München[13]

## Ehrungen
Nach Emil Kiemlen wurde 1986 der Emil-Kiemlen-Weg in Bad Cannstatt benannt.